# 京都市立洛南中学校
京都市立洛南中学校（きょうとしりつらくなんちゅうがっこう）は、京都府京都市南区にある公立中学校である。
遠方から通う生徒に関しては、鉄道・バス通学が認められているが、自転車通学は認められていない。
近くに私立洛南高等学校・附属中学校が存在するが、当校との関係はない。

## 沿革
- 1947年 - 京都府立京都第二中学校に併設される。現在の京都府立鳥羽高等学校の位置に存在した。
- 1983年 - 現在地（旧大同マルタ）に移転

## 校区
京都市立上鳥羽小学校、京都市立吉祥院小学校、京都市立祥栄小学校、京都市立祥豊小学校の校区。

## 部活動
- 体育系

ラグビー、サッカー、陸上競技、ソフトボール、ソフトテニス、軟式野球、バスケットボール、バレーボール、バドミントン、卓球、柔道、剣道
- 文化系

吹奏楽、美術、パソコン、家庭科

## 出身者
- 瑛蓮（女優）
- 西川晃啓（お笑い芸人、レギュラー）
- 斉藤和巳（プロ野球選手、福岡ソフトバンクホークス）
- 田本博子（シドニーオリンピック・ソフトボール銀メダリスト）
- 西寺郷太（ミュージシャン、ノーナ・リーヴス、音楽プロデューサー）
- 藤田慶和（日本代表ラグビーフットボール選手）
- 田中史朗（ラグビー選手）
- 井本彩花（女優）（全日本国民的美少女コンテストグランプリ）
- 長谷川琢真（映画監督）
- 小澤一郎（スポーツジャーナリスト）
- 西村瑠伊斗（プロ野球選手、東京ヤクルトスワローズ）
- 木村穂花（柔道選手）

## 交通
- JR 東海道本線（JR京都線） 西大路駅 南東へ約1.7km。
- 近鉄京都線 十条駅 西へ約1.5km。
- 京都市営地下鉄烏丸線 十条駅 西へ約2.2km。
- 京都市営バス 落合町バス停・千本十条バス停

## 通学区域が隣接している学校
- 京都市立凌風小中学校
- 京都市立九条中学校
- 京都市立八条中学校
- 京都市立七条中学校
- 京都市立西京極中学校
- 京都市立桂川中学校
- 京都市立久世中学校
- 京都市立神川中学校
- 京都市立伏見中学校
- 京都市立藤森中学校